# 海加·克尼格斯多夫

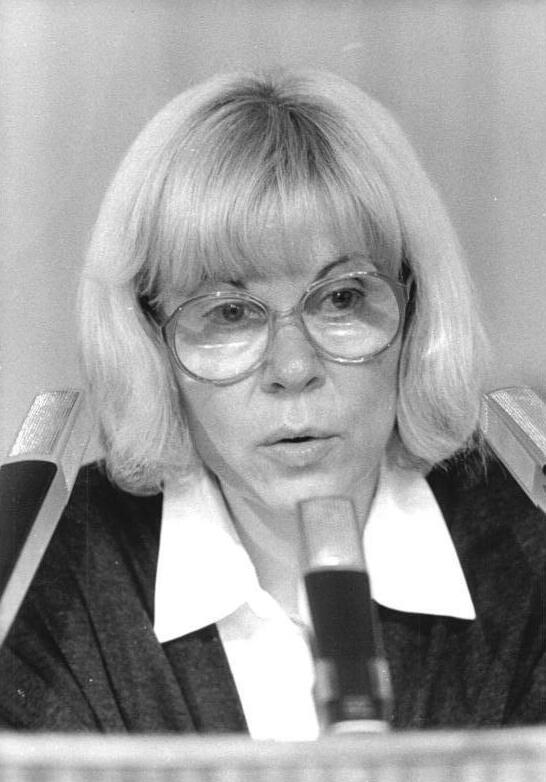
1987年的海加·克尼格斯多夫

海加·克尼格斯多夫（德語：Helga Königsdorf，1938年7月13日—2014年5月4日），是一名德国作家和物理学家。在1970和1980年代，她很多著作旨在提倡德国的妇女权利，她曾与克里斯塔·沃尔夫、布丽奇特·赖曼、马克西·万德合作。1990年退休。
2014年，她因帕金森综合症去世，享年75岁。

## 查看
1. ↑  . Die Zeit. 5 May 2014  [May 5, 2014]. （原始内容存档于2017-01-02） （德语）.
2. ↑  . Der Spiegel. 5 May 2014  [May 6, 2014]. （原始内容存档于2020-09-23） （德语）.
3. ↑  . Freie Presse. 5 May 2014  [May 6, 2014]. （原始内容存档于2018-12-14） （德语）.